# عاشقان تابستانی
عاشقان تابستانی (انگلیسی: Summer Lovers) فیلمی آمریکایی محصول ۱۹۸۲ به کارگردانی رندل کلایسر و با بازی پیتر گلگر و داریل هانا و والری کوئنسن است. این فیلم در محل جزیره سانتورینی یونان فیلمبرداری شده‌است.

## داستان
زوج آمریکایی، مایکل پاپاس و کتی فدرستون، زوج جوان اهل کنتیکت که تازه از دانشگاه فارغ‌التحصیل شده‌اند، حدود ۱۰ سال است که یکدیگر را می‌شناسند و حدود نیمی از آن زمان با هم بوده‌اند. آن‌ها تقریباً تمام تابستان را در جزیره یونانی سانتورینی به سر می‌برند. مایکل آن را شانسی برای لذت بردن از آخرین تابستان دیوانه‌وار قبل از رفتن به سر کار در پاییز می‌بیند. هنگامی که آنها از ساحل برهنه که مملو از توریست‌های جوان دیگر است، بازدید می‌کنند، در ابتدا تردید دارند، اما سپس خود را در انرژی بی‌مرزی که آن‌ها را احاطه می‌کند گیرافتاده می‌بینند.